# Букамир, Амин
Амин Букамир (фр. Amine Boukamir; араб. 
أمين بوكمير‎; род. 23 октября 2006, Жемеп-сюр-Самбр, Бельгия) — марокканский футболист, полузащитник клуба «Шарлеруа» и сборной Марокко до 20 лет.

## Карьера
Воспитанник «Шарлеруа». В 2023 году стал игроком дубля, выступающего в третьей лиге. В 2024 году присоединился к основной команде. Дебютировал в чемпионате Бельгии 3 августа в матче с «Сент-Трюйденом».

## Карьера в сборной
Выступал за национальные команды Бельгии до 16 и 17 лет. В 2023 году вышел на поле за сборную Марокко до 20 лет.

## Личная жизнь
Старший брат — Мехди, тоже футболист.